# Antoine René Boucher
Antoine René Boucher (kolem 1732 v Saint-Germain-en-Laye – 1811 Paříž) byl francouzský politik. Během Velké francouzské revoluce zastával funkci prokurátora a několik týdnů pařížského starosty.
V roce 1791 byl zvolen na pařížskou radnici. 17. srpna 1792 se stal zastupujícím soudcem trestního soudu v Justičním paláci. Po demisi Jérôma Pétiona de Villeneuve se stal 15. října 1792 prozatímním pařížským starostou, než byl 1. prosince zvolen Nicolas Chambon. Následujícího dne mu předal úřad.